# Kai-Uwe Jirka

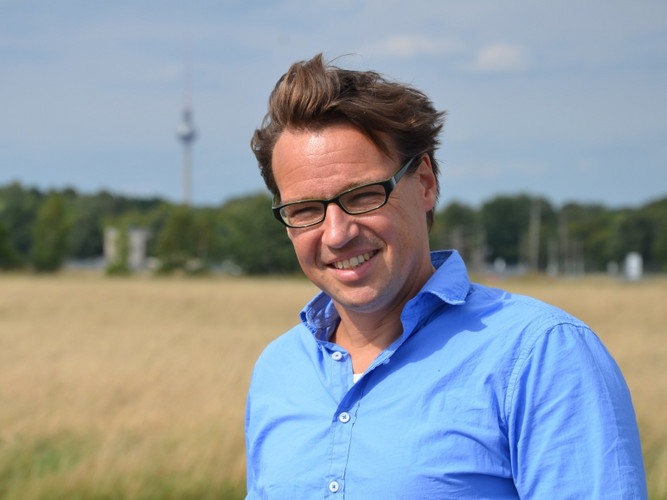
Kai-Uwe Jirka (2018)

Kai-Uwe Jirka (* 7. September 1968) ist ein deutscher Dirigent und Chorleiter. Er ist seit 2001 Professor für Chorleitung und Leiter des Staats- und Domchors an der Universität der Künste Berlin. Seit 2006 ist er zudem künstlerischer Leiter der Sing-Akademie zu Berlin.

## Leben
Kai-Uwe Jirka, dessen Eltern aus dem Sudetenland stammen, wuchs im niedersächsischen Rotenburg (Wümme) auf, wo er 1987 sein Abitur abgeschlossen hat. Den Zivildienst absolvierte er an einer Kirchengemeinde in Springe, wo er 1988 an der St.-Petrus-Kirche den Kinder- und Jugendchor Quilisma gründete, der zu einem der erfolgreichsten Kinder- und Jugendchören Deutschlands wurde. Die Konzert- und Musiktheaterprojekte fanden weit über die Region hinaus Anerkennung. Gemeinsam mit dem Kinderchor Dresden kam 1993 die Oper Krabat zur Uraufführung, u. a. in der Dresdner Kreuzkirche. Es folgten Konzertreisen nach England, Ungarn und Tschechien.
Parallel absolvierte Jirka ein Studium für Orchesterleitung, Germanistik und Kirchenmusik an der Hochschule für Musik und Theater Hannover. Zu den prägenden Lehrern gehörten Martin Brauß, Lutz Köhler (Dirigieren), Peter Becker (Musiktheorie) und der brasilianische Pianist Roberto Szidon.
1999 wurde Jirka von Hans-Peter Lehmann an die Niedersächsische Staatsoper berufen, wo er zunächst als Korrepetitor und Chorleiter, ab 2001(Intendanz Albrecht Puhlmann) auch als Kapellmeister in Repertoireaufführungen (Oper und Operette) tätig war.
2002 wurde Jirka als Professor für Chorleitung an die Universität der Künste Berlin berufen. Im selben Jahr erhielt das Ensemble den Europäischen Chorpreis. Zu Jirkas universitären Verpflichtungen gehören die Leitung des Staats- und Domchors Berlin und das Unterrichten am Institut für Kirchenmusik Berlin in der Tradition von Carl Friedrich Zelter, Felix Mendelssohn Bartholdy, Hugo Distler. Die Knabenstimmen des Staats- und Domchors werden seit 2004 für zahlreiche Einspielungen und Konzerte verpflichtet, u. a. in der Berliner Philharmonie, im Konzerthaus Berlin und an den Opernhäusern der Stadt. Kai-Uwe Jirka übernahm dabei die Choreinstudierungen für Dirigenten wie Claudio Abbado, Sir Simon Rattle, Joana Mallwitz, Kent Nagano, Teodor Currentzis. In eigenen Projekten arbeitete er mit Ensembles wie dem RIAS Kammerchor, dem Rundfunkchor Berlin und dem Hilliard Ensemble sowie mit Orchestern wie dem Niedersächsischen Staatsorchester und der Kammerakademie Potsdam zusammen.
2006 übernahm Jirka gemeinsam mit Friederike Stahmer und Christian Filips die künstlerische Leitung der traditionsreichen Sing-Akademie zu Berlin.
Einen Schwerpunkt seiner Arbeit bildet die Wiederentdeckung vergessener oratorischer Werke des 19. Jahrhunderts. So brachte der Dirigent u. a. den Mose von Adolph Bernhard Marx (2009) oder Miltons Morgengesang von Johann Friedrich Reichardt (2008). Der Tagesspiegel schrieb am 28. März 2010: „Es ist überfällig, einmal etwas über die Arbeit von Kai-Uwe Jirka zu sagen. Denn einen unermüdlicheren Musikausgräber hat es in Berlin nie gegeben. Fast jeden Monat wartet der 42-Jährige mit interessanten Funden auf.“ Große Beachtung fand 2024 seine moderne Erstaufführung von Adalbert von Goldschmidts Oratorium Die sieben Todsünden, das Jirka zum ersten Mal seit 1883 an der Berliner Volksbühne wieder zur Aufführung gebracht hat.
Eine intensive Beschäftigung mit historischer Aufführungspraxis, dem Repertoire der Bach-Familie, des Barock und der Berliner Klassik ging aus der musikalischen Erschließung des Archivs der Sing-Akademie zu Berlin hervor, das nach dem 2. Weltkrieg verloren geglaubt war und 2001 von der Regierung der Ukraine an die Sing-Akademie zu Berlin restituiert wurde. Seit 2006 hat Kai-Uwe Jirka gemeinsam mit der Lautten Compagney Berlin zahlreiche unbekannte Werke aus dem Archiv zur modernen Erstaufführung gebracht, darunter Kompositionen von Amalie von Preußen, Carl Philipp Emanuel und Friedemann Bach, Johann Friedrich Agricola, Carl Heinrich Graun und Johann Theile.
Auch als Dirigent von Uraufführungen im Bereich zeitgenössischer Musik hat sich Kai-Uwe Jirka einen Namen gemacht. Eine langjährige Zusammenarbeit verbindet ihn mit der Komponistin Katia Tchemberdji. Er brachte von ihm initiierte Auftragskompositionen (u. a. von Jörg Birkenkötter, Luke Bedford und Isabel Mundry) zur Uraufführung. Ein besonderes Anliegen ist ihm das kompositorische Werk von Christfried Schmidt, dessen 1974 komponierte Markus-Passion er 45 Jahre nach ihrer Entstehung im April 2019 in der Berliner Gethsemanekirche zur Uraufführung brachte. Die FAZ sprach von einem „späten Triumph“ und einem „Stück unbeugsamer Musik.“

## Auszeichnungen
- 1993: Niedersächsisches Nachwuchs- und Künstlerstipendium
- 2004: Nominierung Grammy Award for Best Choral Performance für die Einspielung der Mass von Leonard Bernstein, Dirigent: Kent Nagano
- 2010: Deutscher Chorwettbewerb Dortmund, 2. Preis + Sonderpreis Volkslied (Männerchor des Staats- und Domchors Berlin)
- 2015: Nominierung Grammy Award for Best Choral Performance für die Einspielung der Matthäus-Passion, Dirigent: René Jacobs
- 2018: Deutscher Chorwettbewerb Freiburg, 2. Preis (Männerchor des Staats- und Domchors Berlin)
- 2018 und 2019: Geschwister Mendelssohn-Medaille des Chorverbands Berlin